# Daniel Pauly
Pour les articles homonymes, voir Pauly.
Daniel Pauly est un biologiste franco-canadien reconnu comme l'un des plus grands spécialistes au monde des ressources marines. Professeur à l'Université de Colombie Britannique à Vancouver, il est directeur du projet Sea Around us. Biologiste marin et halieute, il a reçu en 2005 le prix Cosmos de recherche en écologie.

## Biographie
Né en 1946 à Paris d'une mère ouvrière française et d'un militaire américain, il est élevé dans une famille suisse romande qui le maltraite. Adolescent, il part pour l'Allemagne, il commence des études d'agronomie, mais obtient en 1979 son doctorat en biologie marine à l'université de Kiel. Puis il part aux Philippines à l'International Center for Living Aquatic Resources Management où il développe la plus grande base de données au monde sur la biodiversité marine : FishBase. 
En 1994, il devient professeur au Fisheries Centre de l'université de la Colombie-Britannique, à Vancouver au Canada.
En 1999, il lance le projet Sea Around Us, qui a pour objectif de cartographier les prises de pêche sur tous les océans et ainsi de pouvoir étudier l'impact de la pêche sur les réserves marines en poissons.
En 2003, il devient directeur du Fisheries Centre de Vancouver.

## Analyses et prises de position
Daniel Pauly alerte depuis plusieurs décennies sur la disparition accélérée des poissons dans tous les océans. Il est considéré comme le premier lanceur d'alerte au sujet de la surpêche dès 1998. Il invite les citoyens à demander l'arrêt des subventions (35 milliards de dollars annuellement) à la pêche. Il déclare en mai 2019 à l'hebdomadaire Télérama : « Un jour il ne restera que du poisson d'élevage et du surimi ».
Il a notamment avec d'autres chercheurs montré comment la pêche en eaux profondes détruit des espèces dont le cycle de reproduction est beaucoup plus long que celui des poissons des zones côtières, zones désormais largement délaissées après avoir été surexploitées.

## Distinctions
En 2003, le magazine Scientific American le classe parmi les 50 scientifiques les plus influents du moment.
En 2005, il reçoit le prix international Cosmos récompensant la recherche en écologie, en 2006 le Volvo Environment Prize, en 2007 le Excellence in Ecology Prize et le Ted Danson Ocean Hero Award et en 2008 le Ramon Margalef Prize in Ecology and Environmental Sciences.
Il se voit décerner la Légion d'honneur en 2017.